# Etheostoma sitikuense
Etheostoma sitikuense és una espècie de peix pertanyent a la família dels pèrcids.

## Descripció
- Pot arribar a fer 5 cm de llargària màxima.[4][5]

## Hàbitat
És un peix d'aigua dolça, bentopelàgic i de clima temperat.

## Distribució geogràfica
Es troba a Nord-amèrica: Tennessee.

## Observacions
És inofensiu per als humans.